# Енок Кватенг
Енок Кватенг (фр. Enock Kwateng, нар. 9 квітня 1997, Мант-ла-Жолі, Франція) — французький футболіст ганського походження, фланговий захисник турецького клубу «Анкарагюджю».

## Ігрова кар'єра

### Клубна
Енок Кватенг народився у передмісті Парижа Мант-ла-Жолі і займатися футболом почав у своєму рідному містечку. У 2012 році футболіст приєднався до молодіжної команди клубу Ліги 1 «Нант». З 2014 року захисника почали залучати до матчів другої команди «Нанту» у Національному чемпіонаті. У серпні 2015 року Кватенг дебютував на професійному рівні, коли вийшов на заміну у матчі чемпіонату Франції в основі «Нанта». У грудні 2015 року футболіст підписав з клубом професійний контракт до 2019 року.
Влітку 2019 року Кватенг підписав контракт на чотири роки з іншим клубом Ліги 1 «Бордо». За результатами сезону 2021/22 «Бордо» посів останнє місце і вибув до Ліги 2, а сам Кватенг у лютому 2023 року перейшов до турецького клубу «Анкарагюджю», підписавши з клубом контракт на півтора роки.

### Збірна
Енок Кватенг має ганське коріння але на міжнародному рівні з 2013 року виступав за юнацькі збірні Франції. У 2016 році у складі збірної Франції (U-19) Кватенг став переможцем юнацької першості Європи.

## Титули
Франція (U-19)
 Переможець Юнацького чемпіонату Європи: 2016